# Adeleana
Adeleana is een geslacht van kreeftachtigen uit de klasse van de Malacostraca (hogere kreeftachtigen).

## Soorten
- Adeleana chapmani Holthuis, 1979
- Adeleana forcarti Bott, 1970
- Adeleana sumatrensis (Balss, 1934)